# Pangal
|  | Aquest article tracta sobre sobre la fortalesa d'Andhra Pradesh. Si cerqueu poble de Manipur, vegeu «Pangals». |

Pangal és una antiga fortalesa de muntanya al districte de Mahbubnagar a Andhra Pradesh al sud del poble de Pangal, a prop de 400 metres d'altura. El fort té uns 2 km, set muralles i una ciutadella al centre, amb set torres.
Fou teatre d'una batalla entre el raja de Warangal i el raja de Vijayanagar d'un costat i el sultà Tadj al-Din Firuz Shah Bahmani (1397-1422), el 1417, en què aquest darrer fou derrotat. Sultan Kuli Kutb-ul-Mulk Kutub Shah (1495-1543) de Golconda hi va obtenir una victòria decisiva sobre el raja de Vijayanagar el 1513. Segons una inscripció el 1604 vivia al fort la reina mare amb el kiladar Khairat Khan. També hi va residir Nawab Nizam Ali Khan d'Hyderabad entre 1786 i 1789.